# سنتر هاربور (نيوهامشير)
سنتر هاربور (بالإنجليزية: Center Harbor, New Hampshire)‏ هي بلدة أمريكية تقع في الولايات المتحدة في مقاطعة بلكناب. يقدر عدد سكانها بـ 1,096 نسمة ومساحتها 42.8 كم2 وترتفع عن سطح البحر 169 متر.

## أعلام
- صموئيل شامبرلين
- براد لايتون